# Polypodium triseriale
Polypodium triseriale là một loài dương xỉ trong họ Polypodiaceae. Loài này được Sw. mô tả khoa học đầu tiên năm 1800.